# أم الدجاجة الأولى (غيزانية)
أم الدجاجة الأولى (بالفارسية: ام‌الدیای یک) هي قرية وتقع في إيران في قسم غيزانية الريفي. يقدر عدد سكانها بـ 47 نسمة .